# Eishockey in Wien
Eishockey hat in Wien eine lange Tradition und kann heute bis 1898 zurückverfolgt werden. Damals wurde mit einem Ball gespielt, ein Sport der auch als Bandy bekannt war. Seit 1921/22 wird mit der Scheibe (Puck) gespielt.
In Wien wurde 1927 die Europameisterschaft und später fünf Mal die Eishockey-Weltmeisterschaft der Gruppe A ausgetragen: 1967, 1977, 1987, 1996 und 2005.
Wiener Eishockeyteams konnten 24-mal (Männer) bzw. 5-mal (Frauen) österreichischer und zweimal deutscher Meister werden.

## Männer

### Die ersten Jahre
Das erste Spiel auf Wiener Boden fand zu Weihnachten 1899 statt, als zwei Teams, gebildet aus Gästen des Eislaufplatzes Engelmann, gegeneinander antraten. Im Jänner 1900 fand dann die erste Partie zweier Vereinsmannschaften statt. Damals gewann das Team des Training Eisclub (TEC) gegen den Wiener Athletiksport-Club (WAC) mit 9:1. Bereits in der nächsten Saison fand das erste internationale Aufeinandertreffen statt. Gegner war Slavia Prag, das mit 17:3 gewann.
Neben dem TEC, einer kombinierten Mannschaft aus Wien und dem WAC, stellten ab 1904/05 auch die Fußballer des First Vienna Football Clubs und ab 1906/07 der tschechisch-wiener Sportclub Slovan ein Team. 1908/09 auch der Wiener Sport-Club. In der zweiten Hälfte des ersten Jahrzehnts des 20. Jahrhunderts entwickelte sich der Eishockeysport bedingt durch sehr milde Winter sehr langsam weiter. Der Aufstieg des österreichischen Eishockeys begann ab der Saison 1909/10, als am Eislaufplatz Engelmann in Wien die erste Kunsteisbahn Österreichs eröffnet wurde (10. November 1909). Diese Kunsteislaufbahn erwirkte auch eine jahrzehntelange Überlegenheit der Wiener Eishockeymannschaften gegenüber denen aus der Provinz, wo sich immer mehr Teams bildeten.
Ebenfalls 1909 begann der Sportclub Slovan erstmals mit der Scheibe zu trainieren. Anders als in anderen europäischen Ländern dauerte es in Österreich bis 1922, ehe Eishockey gänzlich auf das Spiel mit der Scheibe umgestellt wurde.

### Der Aufschwung
In der Saison 1911/12 gesellten sich zu TEC, Vienna, Wiener Sport-Club und Slovan auch der Währinger Bicycle Club (WBC) hinzu. Die erste ausgetragene österreichische Meisterschaft im Eishockey (mit dem Ball) wurde in der Saison 1912/13 ausgetragen. Sie war jedoch auf Wien begrenzt, teilnehmende Teams waren TEC, Vienna, Wiener Sport-Club, Slovan und der Währinger Bicycle Club (WBC). Den Meistertitel gewann der Wiener Sport-Club. In der folgenden Saison nahm auch erstmals der Cottage Eislaufverein aus Wien-Währing (CEV) mit einer eigenen Mannschaft teil. Meister wurde wieder der Wiener Sport-Club.
Im Dezember des Jahres 1912 wurde die zweite Wiener Kunsteisbahn, die der Wiener Eislauf-Verein (WEV) betrieb, eröffnet. Am 25. Jänner 1914 gründete auch der Wiener Eislauf-Verein ein eigenes Eishockeyteam.

### Die Kriegsjahre
Bedingt durch den Ausbruch des Ersten Weltkriegs war der Meisterschaftsbetrieb in der Saison 1914/15 sehr eingeschränkt. Lediglich eine internationale Begegnung des WEV gegen Budapest konnte abgehalten werden.
In der folgenden Saison fand in Wien eine Kriegsmeisterschaft mit den Teams WEV, Währinger Bicycle Club (WBC), Cottage Eislaufverein (CEV) und dem Verein Kunsteisbahn Engelmann, dem Nachfolger des Training Eisclubs.
1916/17 stellte auch die österreichische Lehrer-Sportvereinigung ein eigenes Team, an der Meisterschaft nahm außerdem auch wieder der Sportclub Slovan teil. Meister wurde wie auch schon in der vorigen Saison der WEV, der auch erstmals gegen Budapest mit 9:2 gewinnen konnte.
Ab der Saison 1917/18 war die Kunsteiserzeugung verboten, ab Februar 1918 auch die Beleuchtung und Beheizung von Eislaufplätzen. Damit brach der Eissportbetrieb in Wien zusammen.
1918/19 fand eine Meisterschaft in Wien statt, die vom WEV gewonnen, jedoch nicht bis zum Ende ausgetragen werden konnte.
Das Verbot, Kunsteis herzustellen und milde Winter verhinderten in den Saisons 1919/20 und 1920/21 den Meisterschaftsbetrieb im Eishockey. Für die Saison 1920/21 war ein Cupwettbewerb angedacht, von dem jedoch nur ein Spiel ausgetragen wurde: WEV-WAC (23:1). Dieses Spiel war auch das letzte Bandyspiel am Wiener Heumarkt, weil ab der nächsten Saison mit der Scheibe gespielt wurde. Das letzte Bandyspiel in Wien fand am 31. Dezember 1923 zwischen CEV und Verein Kunsteisbahn Engelmann statt.

### Die 1920er-Jahre
Nicht nur durch die Einführung des Spiels mit der Scheibe veränderte sich das österreichische Eishockey. Sowohl Tore als auch die Spielfläche wurden verkleinert.
Seit 1922/23 wird eine österreichische Meisterschaft im Eishockey durchgeführt. Nach wie vor war diese Meisterschaft sehr auf Wien konzentriert. Der EV Stockerau war das einzige vertretene Team, das nicht aus der Hauptstadt kam. Meister wurde der WEV, vor dem Pötzleinsdorfer SK, dem Cottage Eislaufverein und dem Amateursportverein. Außerdem nahmen der WAC und der SC Ostmark teil.
1923/24 wurde die österreichische Meisterschaft auf 12 Teams aufgestockt, die in zwei Gruppen spielten. Der Meister wurde in einem Spiel der beiden Gruppensieger ermittelt. Erstmals wurde auch ein Jugendbewerb ausgetragen, der wie die österreichische Meisterschaft vom WEV gewonnen wurde. Erstmals traten spezielle Stücke für Torleute auf und die Spielzeit wurde von 2 × 20 Minuten auf 3 × 20 Minuten verlängert.
1924/25 fand die österreichische Meisterschaft erstmals in zwei Klassen statt. In der ersten Klasse waren ausnahmslos Wiener Vereine vertreten: WEV, Pötzleinsdorfer SK, Verein für Bewegungsspiele, Cottage Eislaufverein, WAC und dem Verein Kunsteisbahn Engelmann. Die Meisterschaft wurde abermals vom WEV gewonnen. Die Meisterschaft der 2. Klasse konnte nicht zu Ende gespielt werden. Jugendmeister wurde der Cottage Eislaufverein.
1924 wurde eine eigene Eishockeysektion des Klagenfurter AC gegründet. Der spätere Rekordmeister sollte sich zum schärfsten Konkurrenten der Wiener Teams entwickeln.
1925 errang Österreich in einer aus nur 4 Teams bestehenden Europameisterschaft den zweiten Platz. Das Team bestand abgesehen vom Tormann, der dem Pötzleinsdorfer SK angehörte, ausnahmslos aus Spielern des WEV.
1925/26 wurde abermals der WEV Meister und Jugendmeister. Herausragendes Ereignis war die Verpflichtung des Kanadiers Blake H. Watson als Spielertrainer des WEV. Die Spieldauer wurde wieder auf 2 × 20 Minuten reduziert.
Bei der Europameisterschaft konnte von Österreich der 3. Platz unter 8 teilnehmenden Teams erreicht werden. Die Spieler stammten aus den Vereinen WEV, Pötzleinsdorfer SK, Cottage Eislaufverein, und WAC.
1926/27 gab es neben der Spielerpasspflicht auch einen neuen Austragungsmodus der österreichischen Meisterschaft. Diese wurde in drei Klassen ausgetragen. Der österreichische Eishockeyverband ernannte die sechs stärksten Teams, die unter sich den Meister der ersten Klasse in einer einfachen Runde, bei der jedes Team gegen jedes andere spielen musste, ausspielten. WEVa wurde vor WEVb Meister. Die erste Mannschaft des Pötzleinsdorfer SK wurde Dritter, der Verein für Bewegungsspiele Vierter, Fünfter und Absteiger wurde der WECa. Mehrere Spiele wurden auf einer Eissportanlage beim Hotel Panhans am Semmering ausgetragen.
Jugendmeister wurde in dieser Saison eine Kombinationsmannschaft aus Pötzleinsdorfer SK und Cottage Eislaufverein.
1927 wurde in Wien erstmals die Eishockey-Europameisterschaft ausgetragen. Das österreichische Team, das aus Spielern des Pötzleinsdorfer SK und des WEV gewann alle Spiele gegen die 5 teilnehmenden Mannschaften und wurde somit Europameister.
International erfolgreich war auch der WEV erfolgreich. Sämtliche europäischen Spitzenteams konnten besiegt und in Paris der Coup Jean Potin gewonnen werden.
Dem österreichischen Eishockeyverband gehörten neben elf Vereinen aus Wien mittlerweile auch sieben Clubs aus den Bundesländern an.
1927/28 wurde neben der Meisterschaft, die abermals der WEV für sich entschied, auch erst mal der Schlesinger-Cup ausgetragen. Im Finale dieses Bewerbs gewann überraschend der Pötzleinsdorfer SK gegen den WEV.
In der 1. Klasse nahm als einziger Verein aus den Bundesländern der EV Stockerau als Aufsteiger teil. Am Ende der Saison stand der Verein jedoch am letzten Tabellenplatz und musste sogleich wieder in die 2. Klasse absteigen. Dritte Klasse gab es keine mehr.
Eishockey boomte in dieser Zeit in Wien in einem unglaublichen Ausmaß, sodass sogar ein Aufnahmestopp für Wiener Vereine erlassen wurde, da es nicht genügend Trainingsmöglichkeiten gab.
Auch wurde wieder an den Regeln gefeilt: Die Spielzeit wurde auf 3 × 15 Minuten verlängert, die Abseitslinie wurde auf ein Drittel des Spielfeldes versetzt und die Torhüter durften nun auch kniend, sitzend oder liegend abwehren.
Bei den Olympischen Spielen in St. Moritz 1928 schied die österreichische Mannschaft in der Vorrunde aus. Trotz gründlicher Vorbereitung gelang nur ein 4:4 gegen die Schweiz und ein 0:0 gegen Deutschland.
1928/29 wurde die Aufnahmesperre wieder aufgehoben, nachdem der WEV seine Anlagen an vier Tagen dem Verband zur Verfügung gestellt hatte.
Als die Vereine aus den Bundesländern immer mehr zu jenen aus Wien aufschlossen, stellte sich immer mehr die Frage, ob denn diese Wiener Meisterschaft, die gleichzeitig österreichische Meisterschaft war überhaupt noch repräsentativ war. Hauptproblem der Provinzteams war die Abhängigkeit von der Witterung.
Sowohl die Meisterschaft als auch der Szabo Jugendwanderpreis vom WEV gewonnen werden.
Das Nationalteam, das an der Europameisterschaft in Budapest teilnahm, bestand abermals ausschließlich aus Spielern von Pötzleinsdorfer SK und WEV. Das Team erkämpfte die Bronzemedaille.
1929/30 wurde der Meisterschaftsmodus wieder verändert. Gespielt wurde in zwei Gruppen, die Gruppensieger spielten um den Meistertitel. Dieser wurde wie in den Jahren zuvor vom WEV gewonnen, ebenso der Schlesinger Wanderpreis. Die Jugendmeisterschaft ging an den jüdischen Sportverein Hakoah.
Österreich wurde Dritter in der Europameisterschaft und Vierter in der Weltmeisterschaftswertung.
Der größte Erfolg dieses Jahres war jedoch der 1:0-Sieg am 7. Februar 1930 gegen Weltmeister Kanada.

### Die 1930er-Jahre
1930/31 wurde die Meisterschaft wieder nur von Wiener Vereinen und Vereinen aus der Wiener Umgebung in 2 Gruppen ausgetragen. Das schon fast obligatorische Finale Pötzleinsdorfer SK gegen WEV konnte der WEV gewinnen. Ebenso den Schlesinger Wanderpokal. Der Szabo-Jugendpreis ging erneut an Hakoah.
Die anderen Wiener Vereine kamen wieder mehr unter Druck, als der WEV die dem Verband zur Verfügung gestellten Trainingstage auf der Eisanlage am Heumarkt von vier auf drei reduzierte.
Bei der Welt- und Europameisterschaft in Krynica-Zdrój wurde Österreich zum zweiten Mal Europameister und in der WM-Wertung Dritter hinter Kanada und den USA. Auch wurde der Fair-Play-Preis gewonnen. Erstmals standen bei der Europameisterschaft im Nationalteam neben Spielern von Wiener Vereinen auch zwei Legionäre vom Berliner Schlittschuhclub und der Cambridge University (Hans Trauttenberg).
In der Saison 1931/32 wurde der Meister erst mal aus den Gruppenersten und -zweiten der beiden Gruppen ausgespielt. Erstmals seit der Einführung des Spiels mit der Scheibe wurde nicht der WEV Meister. Er unterlag dem Pötzleinsdorfer SK im Finale mit 1:2. Der WEV gewann außerdem ein in Klagenfurt stattfindendes internationales Turnier vor dem KAC. In der Nationalmannschaft spielten mit Egger (KAC) und Amenth (Innsbruck) erstmals Spieler aus dem Bundesländern. Dieses Team konnte zwar aus finanziellen Gründen nicht an den Olympischen Winterspielen teilnehmen, sehr wohl jedoch an der Europameisterschaft, wo es die Silbermedaille gewann.
Nachdem der WEV in der Vorsaison dem Verbandsbetrieb auf dem Heumarkt erneut reduziert hatte, wurde dieser in der Saison 1932/33 gänzlich eingestellt, was den Training Eislaufclub und dem Wiener Eishockeyverein zum Aufgeben zwang.
Erstmals wurde der österreichische Meister auch österreichweit ermittelt. Der Gewinner der Provinzmeisterschaft spielte gegen den Gewinner der Wiener Meisterschaft um den Meistertitel. Dieses Finalspiel fand jedoch aus Wetter- und Termingründen nie statt. Der WEV wurde daraufhin zum Meister erklärt. Der Szabo-Jugendpreis ging ebenfalls an den Wiener Eislauf-Verein. Bei der Europameisterschaft in Prag konnte der zweite Platz gewonnen werden, was den vierten Platz in der WM-Wertung bedeutete.
1933/34 machte sich die triste wirtschaftliche Lage und auch die neue Diktatur bemerkbar. Der Boom, der in der vorangegangenen Saison eingetreten war, flaute ab. Erstmals ging der österreichische Meistertitel nicht nach Wien. Im Finale besiegte der KAC den EK Engelmann Wien (Nachfolger des Pötzleinsdorfer SK). Den Szabo-Jugendpreis gewann der WEV.
Bei der Welt- bzw. Europameisterschaft konnte das Team Österreichs nicht überzeugen. Der 7. WM-Platz und somit der 5. Platz bei der EM-Wertung ging an Österreich. Neben einer Novellierung der Abseitsregel wurden in dieser Saison die Banden erhöht und hinter den Toren Netze montiert.
In der Saison 1934/35 wurde aus der österreichischen Meisterschaft die Staatsmeisterschaft. Wieder spielte die in der Wiener Meisterschaft erfolgreiche Mannschaft gegen den Sieger der Provinzmeisterschaft. In Wien spielten 21 Teams in zwei Gruppen. Als Sieger ging der WEV hervor, der dem KAC im Finale um den Staatsmeistertitel unterlag. Das Nationalteam, das neben dem England-Legionär Hans Trauttenberg nur aus Wiener Spielern bestand, erreichte bei der Weltmeisterschaft in Davos den sechsten und in der EM-Wertung den fünften Platz. Größter Erfolg war die Entsendung von je einem Spieler von WEV und EKE ins Europateam.
1935/36 verpflichteten die beide Wiener Großclubs kanadische Trainer. Die warme Witterung in diesem Winter verhinderte viele Meisterschaftsspiele. Da der KAC zum Finale um die Staatsmeisterschaft nicht antrat, wurde der EKE zum Staatsmeister erklärt. Die Wiener Meisterschaft wurde ebenfalls vom EKE gewonnen. Bei den Olympischen Spielen in Garmisch erreichte die österreichische Nationalmannschaft den siebten Rang. Bis auf drei Spieler kamen wieder alle Nationalspieler von Wiener Vereinen.
Die Spielzeit 1936/37 bedeutete für viele Vereine, die über keine Kunsteisbahn verfügten, den wirtschaftlichen Tod. An der Wiener Meisterschaft nahmen nurmehr 15 Teams teil, die dritte Klasse wurde deswegen aufgelöst. Staatsmeister wurde in diesem Jahr der WEV. Österreich nahm in diesem Jahr nicht an der Weltmeisterschaft teil.
1937/38 wurde zum letzten Mal vor dem Anschluss an das deutsche Naziregime eine österreichische Meisterschaft ausgetragen. Diese gewann der EKE. Ebenfalls zum letzten Mal vor dem Krieg trat die Nationalmannschaft bei einer Weltmeisterschaft an. In Prag erkämpfte das Team Rang neun.

### Wiener Eishockey während der Naziherrschaft
Sowohl der Wiener EG als auch dem EK Engelmann Wien gelang es nach dem Anschluss an das Naziregime je einen deutschen Meistertitel zu gewinnen.

### Nach dem Zweiten Weltkrieg
Die Schrecken des Krieges und der Naziherrschaft hatte auch dem Eishockeysport in Wien schwer zugesetzt.
Im Winter 1945/46 wurde eine provisorische Meisterschaft gespielt. Als Meister ging der EK Engelmann Wien hervor, der von der zerstörten Eisanlage auf der Syringgasse auf den Heumarkt übersiedelt war. Auch der Wiener EV begann langsam wieder mit dem Spielbetrieb.
In der folgenden Saison wurde wieder eine ordentliche Meisterschaft ausgetragen. Neben dem Wiener EV, dem EK Engelmann Wien, dem KAC, dem Innsbrucker EV nahmen auch noch die Wiener Straßenbahner Sportvereinigung und der Postsportverein Wien an der in zwei Gruppen ausgetragenen Meisterschaft teil. Gewinnen konnte diese der WEV.
Die Nationalmannschaft gewann 1946 bei der WM in Prag die Bronzemedaille. Dieses Team bestand jedoch vor allem aus Spielern der Vorkriegsgeneration. Ein Abfall im österreichischen Eishockey sollte folgen.
In der Saison 1947/48 schaffte der WEV erneut den Meistertitel. Auch international konnten sie noch überzeugen. Der EK Engelmann Wien wurde fortan immer schwächer.
Bei den Olympischen Spielen konnte von acht Spielen nur eines gewonnen werden.
1948 entstand aus den besten Spielern der beiden großen Wiener Vereine die Wiener Eissport-Gemeinschaft (WEG). Diese erreichte schon in ihrer ersten Saison den Meistertitel. Die Meisterschaft wurde in zwei Gruppen ausgespielt, deren Sieger schließlich um den Meistertitel antraten. Darunter gab es drei Unterligen: Ost, West und Süd.
In der Liga Ost spielten neben Klosterneuburg und Langenzersdorf die Wiener Vereine: WAT 10, WAT 16, Post, Polizei und EKE 2.
1949/50 spielten bereits 33 Vereine um die heimische Meisterschaft. In der obersten Spielklasse sieben, darunter die WEG, die erneut Meister wurde.

### 1950er- und 1960er-Jahre
1950/51 gewann abermals die Wiener Eissport-Gemeinschaft den österreichischen Meistertitel. Danach löste sich diese Fusion auf und WEV und EK Engelmann Wien gingen wieder getrennte Wege.
1951/52 konnte der KAC den Meistertitel gewinnen. Sowohl die Wiener Vereine als auch die österreichische Nationalmannschaft wurden immer unbedeutender. In Letzterer fanden sich gerade noch vier Spieler aus Wien.
1952/53 erreichte der WEV nicht mal mehr die Endrunde der dreigeteilten Nationalliga (damals erste Liga). Der Innsbrucker EV gewann den Meistertitel. Dem WEV blieb nur der Meister im Jugendbewerb.
1954/55 lag der Eishockeysport in Wien nach wie vor am Boden. Der WEV konnte jedoch erneut den Jugend-Cup gewinnen.
1955/56 gewann der EK Engelmann Wien den Meistertitel. Unter den Spielern war auch die Wiener Eishockeylegende Walter Znenahlik. Ebenso in der Saison 1956/57. Danach löste sich der Verein jedoch aus wirtschaftlichen Gründen auf. Der WEV löste seine Seniorenmannschaft auf. 
1958 gründete der WEV zusätzlich den Verein Wiener Eissport-Vereinigung (WEVg), um in diesem künftig die Sportsektionen und die Wiener Eisrevue zu organisieren. In der Saison 1958/59 trat die WEVg mit einer Jugendmannschaft im Seniorenbewerb an und legte damit den Grundstein für den späteren Meistertitel. Nach einer Saison war man in die höchste Spielklasse aufgestiegen. In der Saison 1960/61 belegte die Wiener Eissport-Vereinigung (WEVg) dort den letzten Platz. Im Nationalteam war kein einziger Wiener vertreten. 1961/62 gewann die WEVg ihren letzten Meistertitel.
1962/63 stieg die österreichische Nationalmannschaft in die B-Gruppe auf. Mit dabei auch sechs Spieler der WEVg, die auch Vizemeister hinter Innsbruck wird.
Die Spielzeit 1963/64 endete mit einem Kuriosum. KAC, Innsbruck und WEVg waren am Ende der verkürzten Saison punktegleich. Das Torverhältnis machte jedoch den KAC zum Meister.
Die Nationalmannschaft erreicht in Innsbruck bei den Olympischen Spielen nur den enttäuschenden 5. Platz in der B-Gruppe. Dasselbe Resultat erreichte das Team bei der B-WM 1965 in Finnland.
1965/66 wurde die WEVg Jugendmeister.
Bei der B-WM in Jugoslawien konnte der Aufstieg nicht geschafft werden, die Teilnahme an der Heim-WM 1967 wurde dadurch nicht möglich.
Die neu gegründete Bundesliga umfasste nur 4 Vereine: EC KAC, Innsbrucker EV, WEVg und Kitzbüheler EC. Meister wurde Klagenfurt.
Ab Mitte der Saison 1966/67 residierte die WEVg in der Donauparkhalle in Donaustadt. Die Wiener wurden vor dem Aufsteiger ATSE Graz Vorletzter. Meister erneut der EC KAC.
Von 18. bis 29. März 1967 fanden in Wien die Weltmeisterschaften aller drei Gruppen statt, bei der auch der Europameister ermittelt wurde.
In der Bundesliga belegte die WEVg auch 1967/68 den Vorletzten Platz, diesmal vor Aufsteiger Feldkirch. Der Meister war wieder Klagenfurt. Sein Debüt im Tor gab in dieser Saison Fritz Prohaska. Eishockey war zu dieser Zeit ein echter Publikumsmagnet in Wien.
1968/69 trat die WEVg mit einem stark verjüngten Kader an. Anders als die übrigen Teams setzten die Wiener mehr auf den eigenen Nachwuchs denn auf Spieler aus dem Ausland. Am Ende der Saison lag die WEVg auf dem vierten von sieben Rängen.
In der Bundesligasaison 1969/70 spielten erstmals acht Vereine in der obersten Spielklasse. Nun hatte auch die WEVg ausländische Spieler. Meister wurde der KAC, Vizemeister wurde Feldkirch.

### 1970er-Jahre
In den 1970er-Jahren boomte das Eishockey in Wien. 1977 wurde erneut die A-Weltmeisterschaft in Wien ausgetragen. Auch der Betriebseishockeysport erlebte einen enormen Aufschwung.
Die erste Saison des neuen Jahrzehnts begann schwierig für die WEVg. Ein kanadischer Trainer und zwei kanadische Spieler waren dazugekommen, das Spiel der Wiener wurde härter und brutaler. Am Ende der Saison fand man sich auf dem sechsten Rang wieder. Meister wurde der KAC.
Die Saison 1971/72 wurde durch das überraschend gute Abschneiden des Aufsteigers WAT Stadlau bestimmt. Den Donaustädtern gelang es, mit Morosow und Nikitin die ersten beiden sowjetischen Spieler, die im Westen spielen durften, unter Vertrag zu nehmen. WAT Stadlau wurde in der ersten Saison Dritter, die WEVg Zweiter. Eishockey erlebte einen Aufschwung, sowohl die Wiener „Bierkrügelderbys“ (beide Vereine hatten Braufirmen als Sponsor) als auch die Spiele gegen den Erzrivalen KAC waren ausverkauft.
1972/73 wurde die WEVg Dritter in der Gesamtwertung. Jedoch wurden dem Verein nachträglich Punkte abgezogen, was einen fünften Rang bedeutete.
WAT Stadlau konnte ebenfalls die Leistung vom Vorjahr nicht halten, erreichte aber den vierten Rang.
Meister wurde der KAC, das Tragen des Helmes zur Pflicht.
1973/74 wurde der Meister erstmals in einem Playoff-Bewerb ermittelt. Diesen erreichte die WEVg mit dem vierten Rang im Grunddurchgang und wurde dort vom KAC im fünften Spiel geschlagen.
WAT Stadlau musste kurzfristig auf die sowjetischen Spieler verzichten. Die Umstellung gelang dem Verein nicht sehr gut. Am Ende lag WAT am letzten Rang, musste aber aufgrund des freiwilligen Ausscheidens von Lustenau und Kitzbühel nicht absteigen.
Meister wurde erneut der KAC
1974/75 endet endlich die Meisterserie des KAC. ATSE Graz hieß der neue Meister. Die Meisterschaft wurde wieder ohne Playoffs ausgetragen.
WAT Stadlau hatte wie fast alle anderen Teams mit einem enormen Zuschauerrückgang zu kämpfen und wurde sechster. Die WEVg errang Rang vier.
In der Saison 1975/76 lieferten sich die beiden Wiener Vereine einen heißen Kampf um die letzten beiden Plätze. Siebter wurde schließlich WAT Stadlau, achter die WEVg. Die WEVg konnte jedoch die Relegation gegen Villach gewinnen und musste nicht absteigen. Meister wurde der KAC.
Die darauffolgende Saison begann für die WEVg erfolgversprechend, endete jedoch nur mit einem vierten Rang. Gegen Ende besuchten nur mehr wenige Hundert Zuseher die Spiele in der Donauparkhalle. WAT Stadlau verzichtete auf die Teilnahme an der Meisterschaft. Meister 1976/77 wurde Klagenfurt.
Die WEVg setzte in der Spielzeit 1977/78 auf junge Talente. Zu Anfang gelangen einige Überraschungen, am Ende des Grunddurchgangs wurde das Team jedoch nur siebter. Meister wurde der ATSE Graz.
Mit einem neuen Meisterschaftssystem begann die Saison 1978/79. Nach dem Grunddurchgang wurde eine Meisterrunde und eine Abstiegsrunde gespielt. Die WEVg qualifizierte sich als vierter Verein für die Meisterrunde und scheiterte erst im Finale am Klagenfurter AC.
Für die Saison 1979/80 hatten sich die Cracks der WEVg hohe Ziele gesteckt. Am Ende reichte es jedoch nur für Rang zwei, hinter Klagenfurt.

### 1980er-Jahre
Das Jahrzehnt beginnt mit einer Überraschung. Der Villacher SV wird zum ersten Mal Meister. Zweiter wird die WEVg. WAT Stadlau musste trotz der Niederlage im Abstiegskampf gegen Salzburg nicht absteigen, da ATSE Graz auf den Aufstieg verzichtete.
Die Saison 1981/82 kannte erneut einen neuen Meister. Die VEU Feldkirch entschied die Meisterschaft für sich. Die WEVg wurde Dritter, WAT Stadlau hatte das Glück wegen der Auflösung von Salzburg trotz des letzten Schlussranges erneut nicht absteigen zu müssen.
Die WEVg war in der Saison 1982/83 vor allem von Spielerwechseln geplagt. Am Ende reichte es trotz großer Erwartungen nur für Rang 5. WAT Stadlau wurde vor dem Neuling Lustenau vorletzter. Meister wurde wieder die VEU Feldkirch.
1983/84 ging die Talfahrt der WEVg weiter. Diesmal wurde der Verein letzter und stieg in die Nationalliga ab. WAT Stadlau kaufte großzügig ein und schaffte den dritten Platz. Die VEU Feldkirch konnte erneut den Meistertitel verteidigen.
Das österreichische Nationalteam schaffte die Qualifikation für die Olympischen Spiele qualifizieren und den neunten Rang erkämpfen. Darunter waren auch Spieler aus Wien.
1984/85 landete die WAT Stadlau auf dem vorletzten Platz und verzichtete für die kommende Saison auf eine Teilnahme, der WEVg gelang der Wiederaufstieg in die Bundesliga, wo der Verein im ersten Jahr Vorletzter wurde. Meister wurde in beiden Jahren der KAC.
1986/87 und 1987/88 errang die WEVg jeweils den Vizemeistertitel hinter dem KAC.
1987 fand die dritte Weltmeisterschaft der A-Gruppe in Wien statt.

### 1990er-Jahre bis heute
Die Donauparkhalle wurde Anfang der 1990er-Jahre abgerissen und die beiden Vereine (WEVg und WAT Stadlau) in die Sporthalle Hopsagasse übersiedelt.
1992 standen beide Vereine vor dem wirtschaftlichen Zusammenbruch, weshalb sie fusionierten. EC Wien hieß der Folgeverein zunächst und wurde 1992/93 Vierter der Nationalliga. Nach einer Saison wurde der Club in CE Wien umbenannt, der 1993/94 Vizemeister der Nationalliga wurde.
Ab 1994/95 war der CE Wien in der neuen 10er-Bundesliga vertreten und verpasste mit Rang 7 knapp das obere Playoff und scheiterten im Viertelfinale an Feldkirch. 1995 übersiedelte der Verein in die neue Albert-Schultz-Eishalle in Wien-Kagran. 1996 wurde in der Wiener Stadthalle und der Albert-Schultz-Halle die vierte A-Weltmeisterschaft in Wien ausgetragen, Weltmeister wurde Tschechien.
1995/96 wurde der CE Wien im Grunddurchgang vierter von acht und scheiterte im Halbfinale abermals an Feldkirch. Ebenfalls an Feldkirch scheiterte der CE Wien im Finale der Alpenliga. Der Vizemeistertitel in diesem Bewerb bedeutete jedoch den größten Erfolg der Vereinsgeschichte. In der Saison 1996/97 schied der CE Wien in der Hoffnungsrunde um den vierten Halbfinalplatz aus.
1997 wurde dann aus dem CE Wien aus Marketinggründen wieder der WEV (Wiener Eishockeyverein). 1997/98 wurde der Rang 4 (von sechs) erreicht, im Halbfinale scheiterte das Team erneut an der VEU Feldkirch. Im Jahr darauf gewann der WEV Platz drei, schied im Playoff-Halbfinale gegen den KAC aus. 1999/2000 verlief für den Wiener Eislauf-Verein exakt wie das Jahr davor, in der Oberliga konnte der EHC Fischerbräu aus Wien den Meistertitel gewinnen.
Nachdem der WEV im Jahr 2000 aus finanziellen Gründen aufgelöst worden war, fand die österreichische Meisterschaft 2000/01 ohne Beteiligung aus der Bundeshauptstadt statt. Ein Jahr später wurde der Verein Vienna Capitals gegründet, der 2004/05 erstmals seit 1962 den Meistertitel im Herreneishockey nach Wien holen konnte. Seit 2003/04 hat auch der WE-V (jetzt Wiener Eislöwen-Verein) wieder eine Kampfmannschaft, die in der Nationalliga spielt. In der Oberliga, Österreichs dritthöchster Spielklasse, waren ebenfalls zwei Wiener Vereine aktiv, die Spielgemeinschaft aus Vienna Capitals und Junior Capitals bzw. der Hockeyclub „Die 48er“. Der Wiener Eishockey-Landesverband organisiert den Eishockeybetrieb auf regionaler Ebene. In der Wiener Liga spielen sechs Teams, in der Wiener Unterliga zwölf.
2005 kam die A-Weltmeisterschaft erneut nach Österreich. Spielstätten waren die Wiener Stadthalle sowie die Innsbrucker Olympiahalle. Wien blamierte sich bei dieser Weltmeisterschaft durch schlechte Eisqualität.

## Frauen
Seit 1998/99 gibt es in Österreich einen Ligabetrieb im Fraueneishockey. In Wien gibt es zwei Frauen-Eishockeyteams. Die Vienna Flyers wurden 1998 gegründet und schafften gleich im ersten Jahr den Vizemeisterinnentitel. Nach einem weiteren Vizemeisterinnentitel gelang es den Vienna Flyers in der Saison 2000/01 den ersten Meisterinnentitel zu gewinnen.
1999 wurde die erfolgreichste österreichische Dameneishockeymannschaft gegründet, der EHV Sabres. Nach einem Vizemeisterinnentitel 2000/01 konnten die Sabres vier Meisterinnentitel hintereinander gewinnen.
Von 2001/02 bis 2003/04 gab es zudem eine Wiener Liga, die zwischen dem EHV Sabres und den Vienna Flyers ausgetragen wurde. Diese diente vor allem den jungen und neuen Spielerinnen, um Matcherfahrung zu sammeln. Im Auftaktjahr waren die Sabres siegreich, danach zweimal die Vienna Flyers. Seit 2004/05 nehmen beide Wiener Frauenvereine an der Elite Women’s Hockey League teil. Während die Vienna Flyers im ersten Jahr nur den achten Rang erringen konnten, konnte der EHV Sabres diese Liga gewinnen.